# Charles Baïhaut
Charles Baïhaut, né le 2 avril 1843 à Paris et mort le 22 mars 1917 dans le 16e arrondissement de Paris, est un homme politique français.

## Biographie

### Origines, formation et carrière
Né à Paris, fils de Jean Richard Baïhaut et de Pauline Élisabeth Mélanie Sabatault, Charles Baïhaut est élève au lycée de Versailles puis à l'École polytechnique. Il est ensuite ingénieur des mines.

### Vie privée et familiale
En 1873, il épouse Marie Detroyes (1849-1883), avec laquelle il a deux filles : Jeanne (1874-1894) et Andrée (1877-1967). Il épouse en secondes noces, en 1888, Anne Berthe Marie Louise Tessié du Motay, fille de Cyprien Tessié du Motay.

## Carrière politique

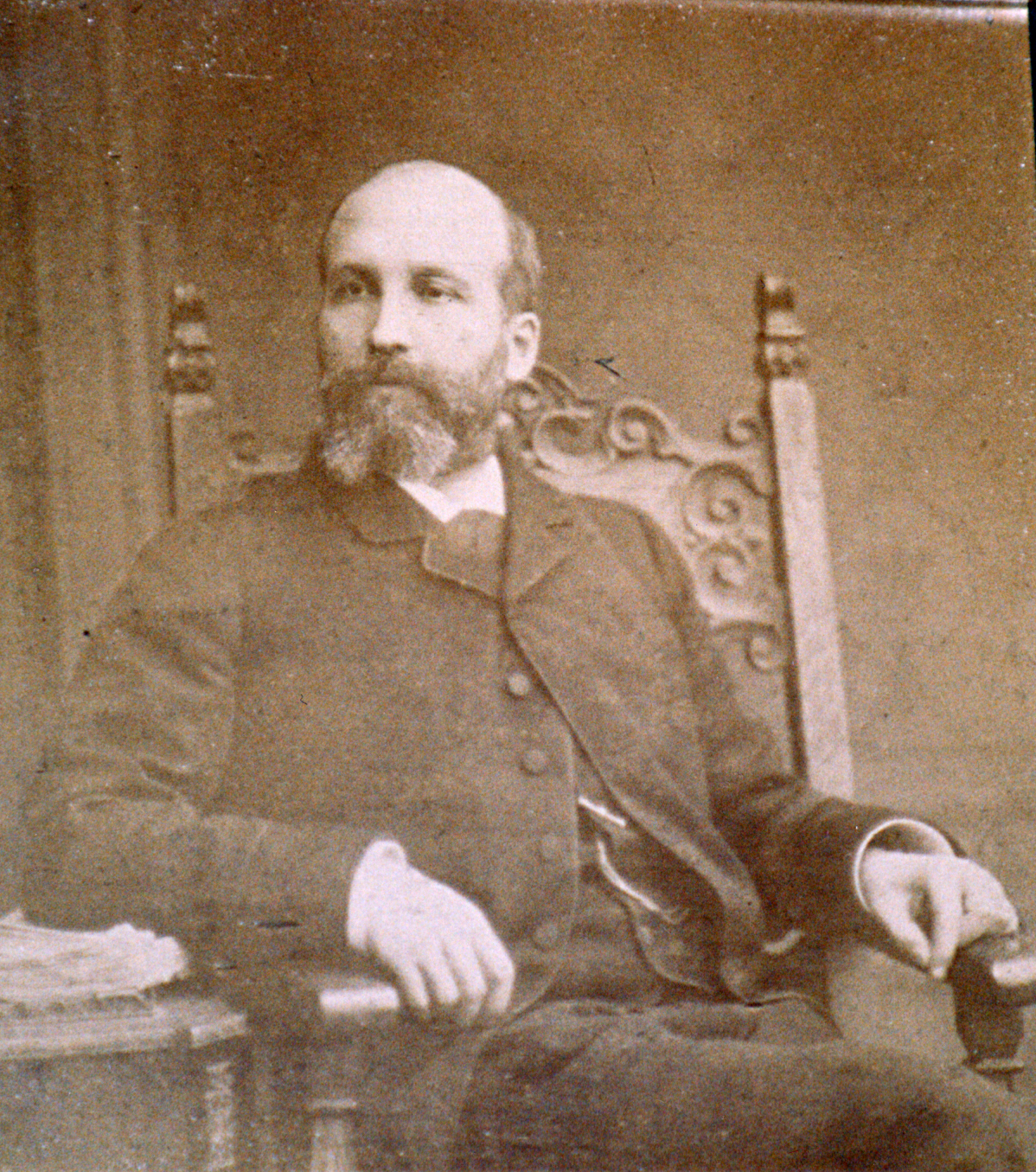
Charles Baïhaut vers 1890.

### Élu de la Haute-Saône
Républicain modéré, Charles Baïhaut est député de la Haute-Saône de 1877 à 1893. Membre des commissions des douanes, des chemins de fer et du budget, il présente de nombreux rapports à la chambre des députés, en particulier sur les chemins de fer et les mines. Il assure en outre la direction politique de L'Avenir de la Haute-Saône.
En mars 1892, les électeurs du canton de Champagney le réélisent au conseil général de la Haute-Saône, où il avait déjà siégé de 1877 à 1889. Sa carrière politique prend fin l’année suivante à la suite du scandale de Panama.

### Responsabilités ministérielles
Charles Baïhaut participe à quatre gouvernements sous la Troisième République, en tant que :
- sous-secrétaire d'État aux Travaux publics d'août 1882 à avril 1885, dans les gouvernements de Charles Duclerc, Armand Fallières et Jules Ferry II ;
- ministre des Travaux publics de janvier 1886 à novembre 1886, dans le gouvernement de Charles de Freycinet III.

## Affaire de Panama

### Faits
En juin 1886, alors qu'il est ministre des Travaux publics, Charles Baïhaut accepte 375 000 francs d'un certain Blondin, fondé de pouvoirs au Crédit lyonnais, pour déposer un projet autorisant la Compagnie du canal de Panama à émettre des obligations à lots.
Dans le sillage des révélations du député Numa Gilly sur certains de ses collègues, un journal conservateur de Vesoul, Le Réveil de la Haute-Saône, met en cause la probité de Baïhaut dès l'automne 1888. L'ancien ministre porte plainte pour diffamation et fait lourdement condamner le rédacteur en chef du Réveil, Armand Mariotte, ainsi que le gérant du journal, le 15 février 1889.
Le 21 novembre 1892, à la Chambre des députés, Baïhaut affirme qu'il est « de ceux qui ont su défendre leur honneur » mais les déclarations de Charles de Lesseps et de Blondin le compromettent.

### Procès
Arrêté le 9 janvier 1893, Charles Baïhaut démissionne de ses responsabilités politiques quelques jours plus tard, le 17 janvier. Avec ses collègues parlementaires Emmanuel Arène, Maurice Rouvier, François Thévenet et Jules Roche, il est traduit pour corruption devant la cour d'assises de la Seine en mars 1893.
Contrairement à ses collègues, Charles Baïhaut avoue sa faute. Devant la cour d'assises, il fait cette déclaration : « Je ne puis arriver à comprendre comment j'ai failli. Pendant quinze ans, j'ai servi fidèlement la France et la République. Une seule fois, dans un accès de folie, par un oubli inexplicable de mon passé, des sentiments de l'honneur, de l'avenir qui m'attendait, des êtres qui me sont chers, je suis tombé à l'oubli de mon devoir. J'en demande pardon à mon pays, à la République, si son bon renom pouvait être compromis par des défaillances individuelles ». Cet aveu ne lui vaut aucune circonstance atténuante.

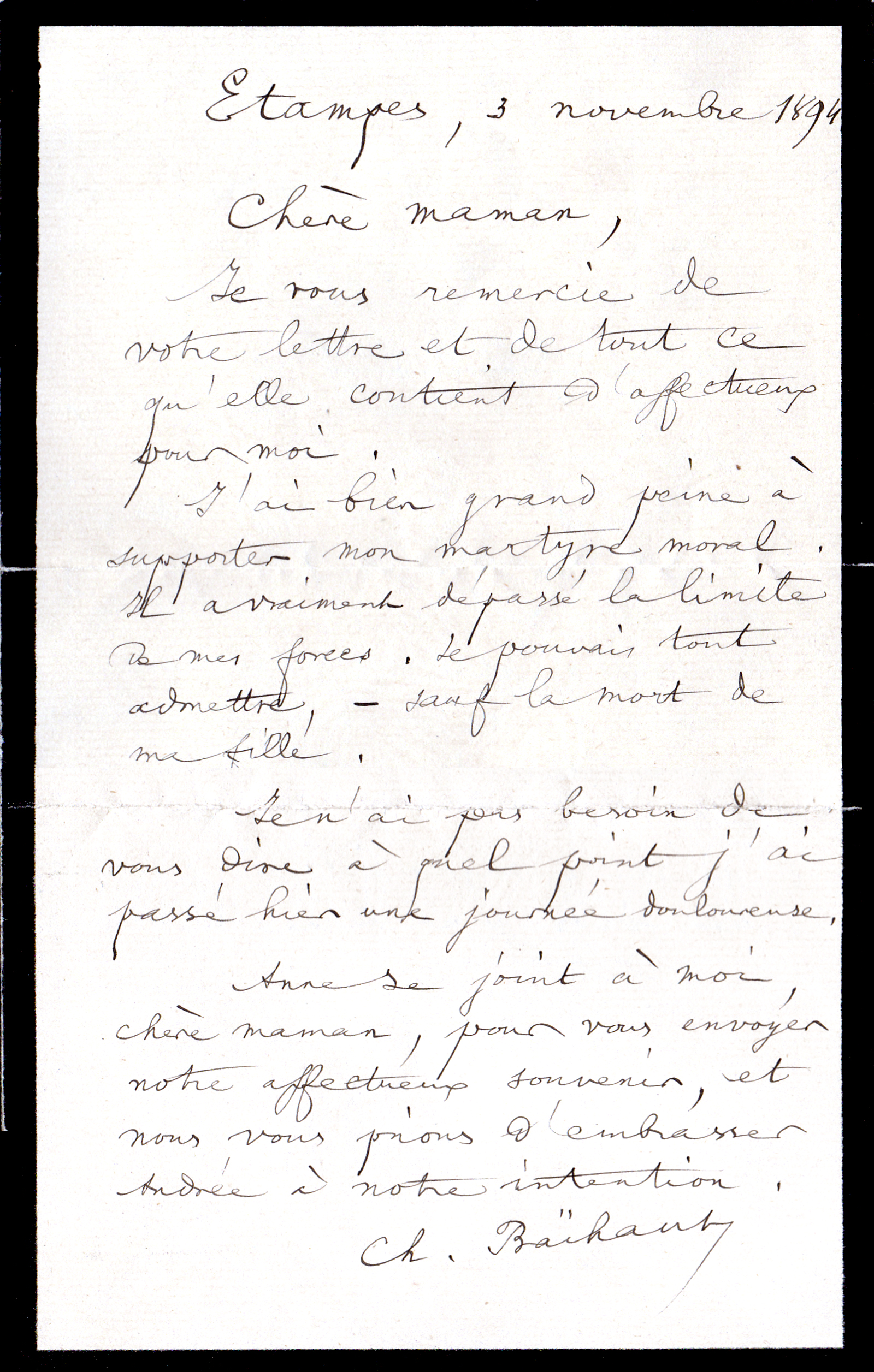
Lettre de Charles Baïhaut à sa belle-mère, Mme Detroyes, rédigée depuis la prison d'Étampes.

Charles Baïhaut est condamné à la peine maximale qu'il encourait : cinq années de détention, dégradation civique, 750 000 francs d'amende, 375 000 francs d'indemnité. Il est le seul à être condamné, les autres accusés bénéficiant d'un non-lieu. Il sollicite en vain la grâce présidentielle de Sadi Carnot.

### Détention à Étampes
Charles Baïhaut passe quatre ans à la prison d'Étampes. Auparavant homme influent et riche, il sort ruiné et dégradé de ses droits civiques. Il décrit sa situation en prison, au jour le jour, dans les Impressions cellulaires, qu'il fait publier en novembre 1897. Il ne bénéficie d'aucune indulgence en détention : il lui est même refusé d'assister aux obsèques de sa fille aînée, décédée en janvier 1894.

### Libération et nouvel emprisonnement
Tandis que de Lesseps et Blondin sont relâchés, il faut des interventions de journalistes, des pétitions d'électeurs de la Haute-Saône pour que, à la suite d'une requête adressée le 18 février 1896 au président de la République sur l'initiative de Charles Couyba, conseiller général, et signée des quatre députés et des trois sénateurs de la Haute-Saône, et après une démarche de Léon Bourgeois, Charles Baïhaut soit libéré le 30 mars 1896.
Le 11 décembre 1896, il est de nouveau arrêté pour dettes envers le Trésor public et la Compagnie de Panama. Il est emprisonné pendant six mois par contrainte judiciaire.

## Après la politique et la prison

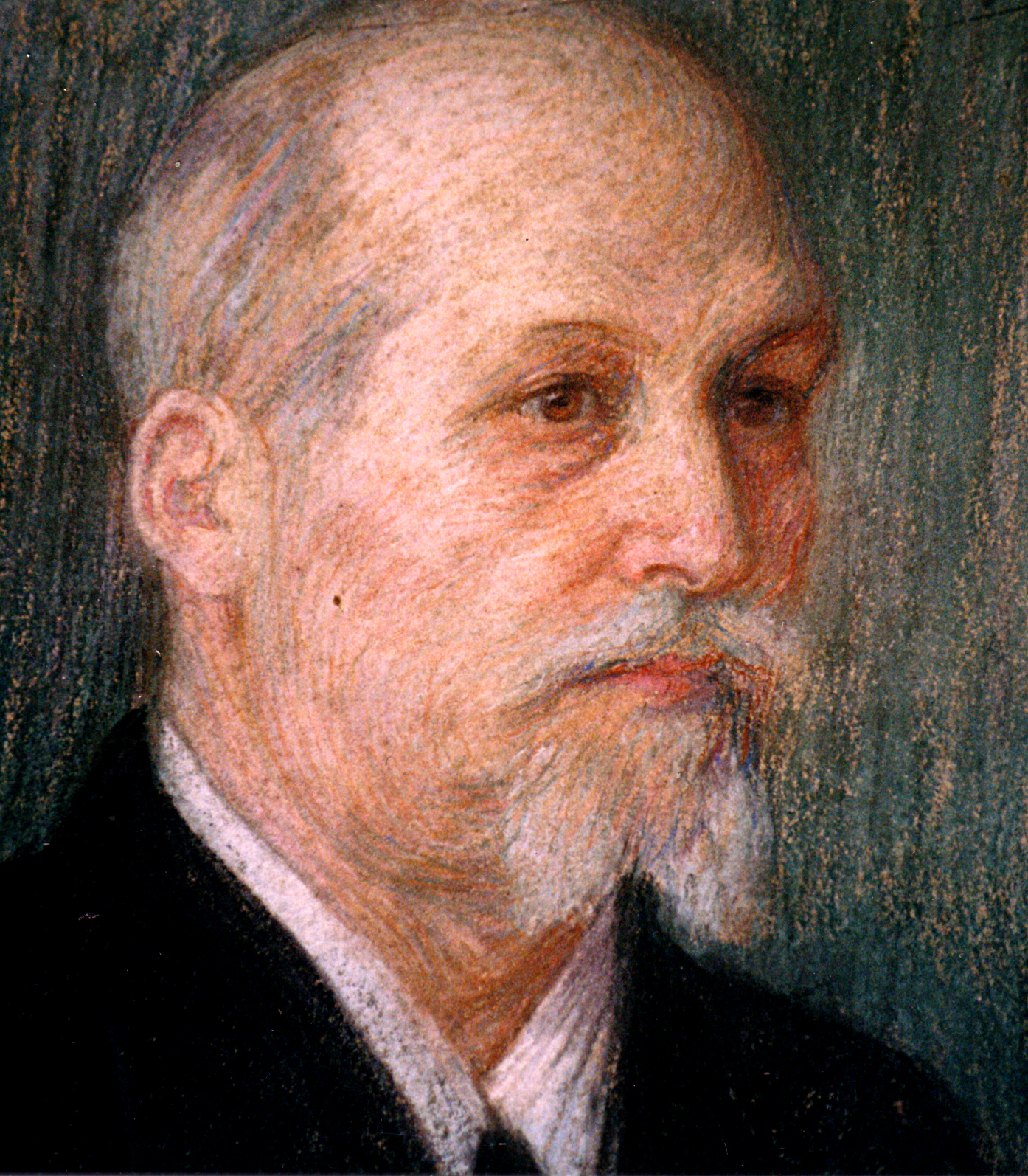
Baïhaut à la fin de sa vie.

Dans ses Impressions cellulaires, Charles Baïhau se plaint d'avoir été « ce pelé, ce galeux d'où venait tout le mal ». L'historien Jean Garrigues, dans Ministres devant la justice (sous la direction de Robert Badinter, éditions Actes Sud), considère qu'il a effectivement servi de bouc émissaire dans l'affaire de Panama.
Réhabilité par la cour de Paris en juin 1905 mais ruiné, Charles Baïhau consacre la fin de sa vie à la publication de poèmes et romans,.

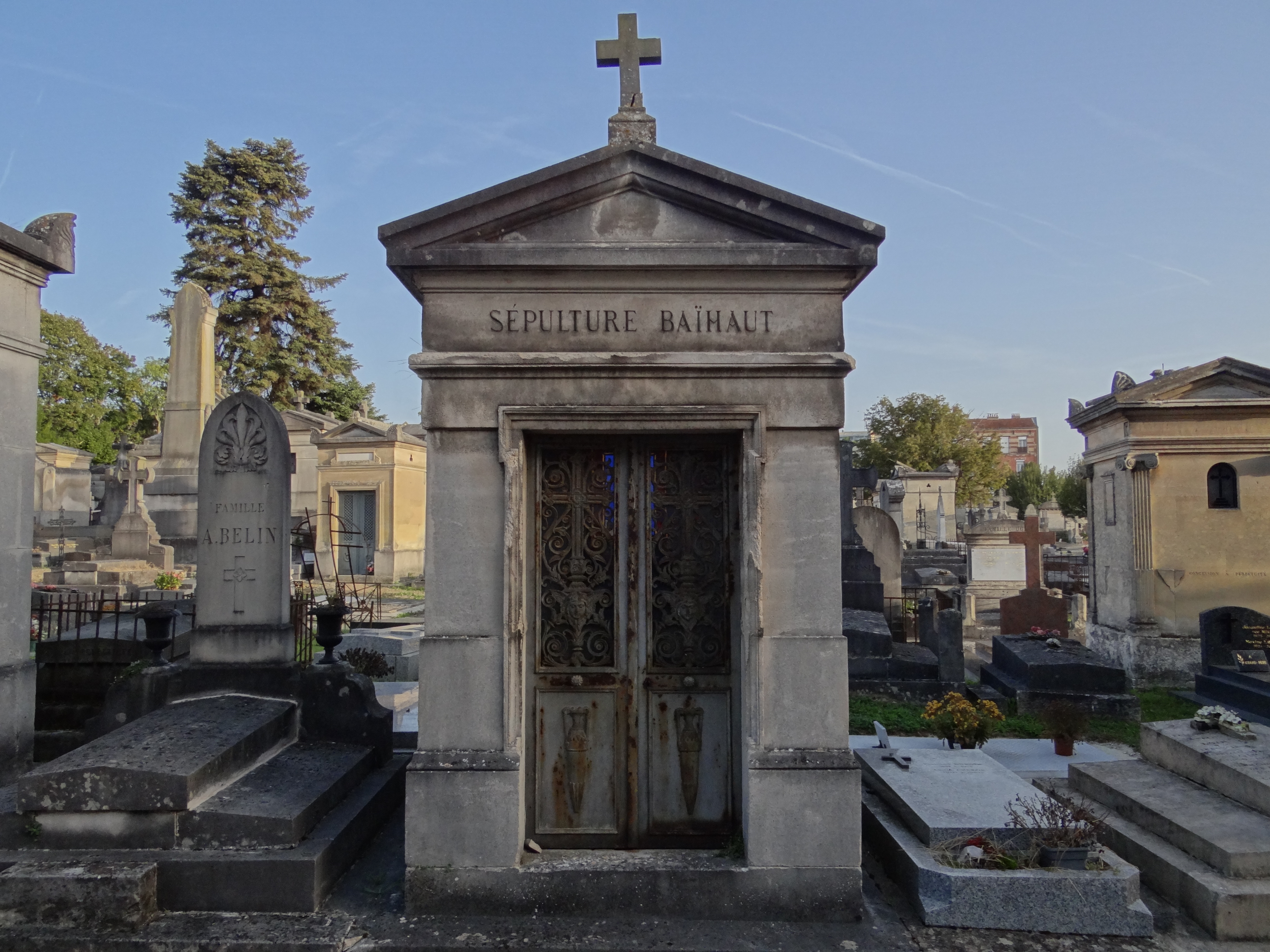
La chapelle de Charles Baïhaut au cimetière Notre-Dame à Versailles (Yvelines).

Il meurt pendant la guerre le 22 mars 1917 et est inhumé dans la chapelle familiale au cimetière Notre-Dame de Versailles.

## Publications

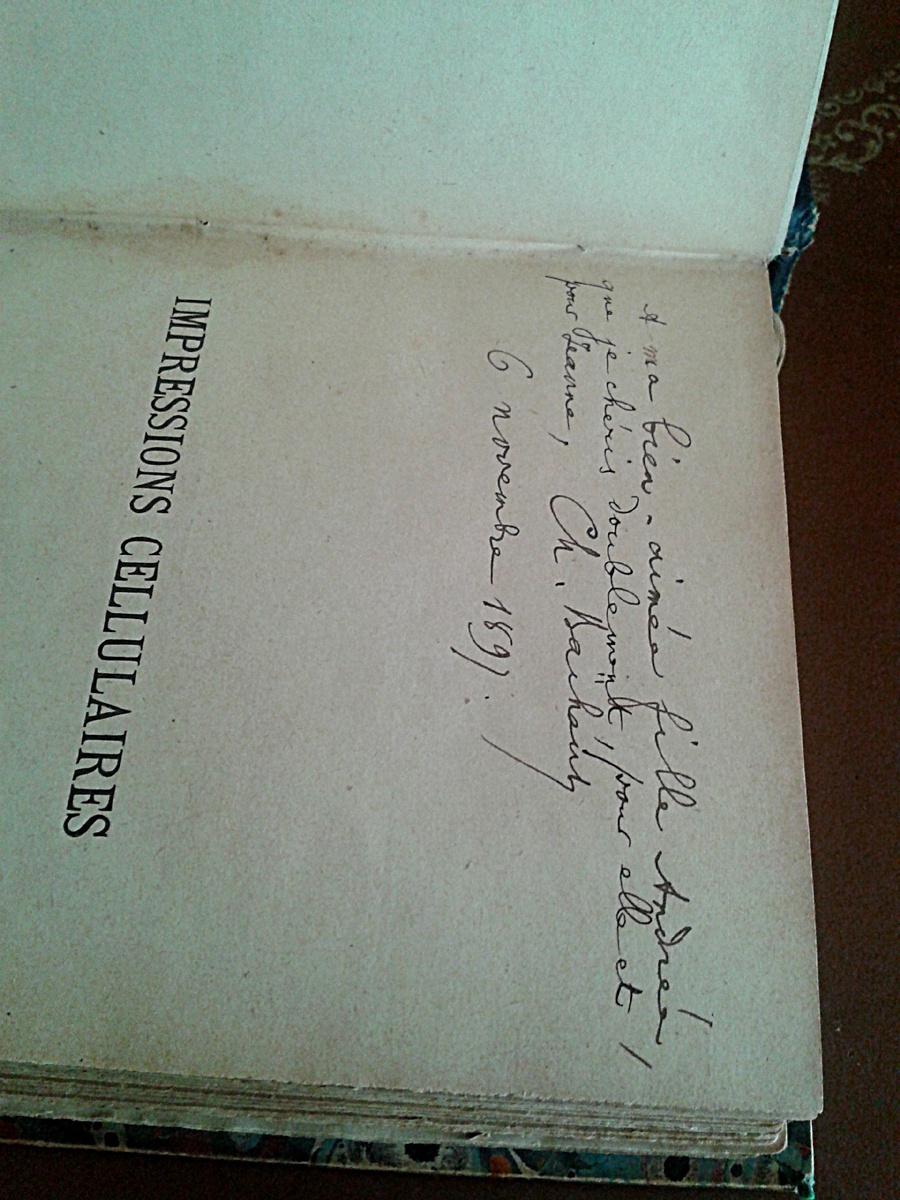
Dédicace des Impressions cellulaires à sa fille Andrée.

Charles Baïhaut est l'auteur de plusieurs ouvrages et brochures, dont : 
- La République, c'est la paix (Belfort, 1875) ;
- Les Élections des sénateurs (Belfort, 1875) ;
- Lettre de M. Baïhaut à ses concitoyens (15 juin 1876) ;
- La France vers la République (Belfort, 1877) ;
- La République, c'est la lumière (Belfort, 1879) ;
- La République vivra (Belfort, 1879) ;
- L'Ancien Régime (1880) ;
- La Question des chemins de fer (1882) ;
- Poésies (sous le nom de Charles de Pomoy, 1885, imprimerie Jouaust et Sigaux) ;
- Lettre de M. Baïhaut, député, ancien ministre des Travaux publics, aux ouvriers mineurs des houillères du bassin de Ronchamp et Champagney (Belfort, 1889) ;
- Impressions cellulaires (1897, Flammarion) ;
- L'Amoureuse Foi (1898, roman chez Flammarion) ;
- La Vie anxieuse, vol. I, Chair à misère (1898, roman chez Flammarion) ;
- La Vie anxieuse, vol. II, Fini de rire (1898, roman chez Flammarion) ;
- L'Idée suprême de Galerius Kopf (1899, roman chez Flammarion).

## Postérité
Maurice Barrès s'inspire des infortunes de Baïhaut pour écrire une pièce intitulée Une journée parlementaire (1894).

### Sources
- « Charles Baïhaut », dans Adolphe Robert et Gaston Cougny, Dictionnaire des parlementaires français, Edgar Bourloton, 1889-1891 [détail de l’édition]
- Bibliographie issue d'exemplaires originaux détenus par la descendance.
- Biographie extraite du dictionnaire des parlementaires français de 1889 à 1940 (Jean Jolly)
- Archives des descendants.